# Mbida-Mbani (peuple)
Pour les articles homonymes, voir Mbida-Mbani et Mbida.
Les Mbida-Mbani (ou Mbida Ambani, Mbidambani) sont une population de langue bantoue vivant au centre du Cameroun, principalement dans le département du Nyong-et-Mfoumou et dans le Nyong et So'o respectivement dans les arrondissements d'Endom et de Dzeng et aussi au Sud du Cameroun, dans des villages tels que : Biba, Bikomam, Beta, Binyenyali, Bikoum. Ils font partie du groupe beti.

## Population
On les situe autour de Yaoundé et Akonolinga et estime leur nombre à 19 985.

## Langue
Ils parlent le mbida mbani, un dialecte de l'ewondo.

## Histoire
En 1903-1904, les Mbida Mbani opposent une farouche résistance à la colonisation allemande.